# TvG2
TVG2, appelée G2 (Galicia Dous) jusqu'en septembre 2009, est une chaîne de télévision régionale espagnole originaire de la communauté autonome de Galice. Lancée en 2009, elle appartient à la Société Radiodiffusion-Télévision de Galice (Corporación de Radio-Televisión de Galicia).

## Présentation
Média généraliste, elle vient compléter l'offre proposée par sa « grande sœur » Televisión de Galicia, mettant notamment l'accent sur les émissions pour enfants, les documentaires et les retransmissions sportives (diffusion des matches de football de la D2 espagnole et de basketball de la Liga ACB). G2 appartient à la fédération des organismes de radio et de télévision des autonomies, une association professionnelle regroupant les principales chaînes de télévision régionales publiques du pays. 
La chaîne est diffusée sur le réseau hertzien (uniquement en numérique). Ses programmes sont uniquement en galicien.
En semaine, les émissions commencent à 7 heures 30 avec l'agenda culturel « Zigzag Diario », immédiatement suivi par le programme pour enfants « Xabarín Club » qui mêle dessins animés et émissions éducatives. À 10 heures, la chaîne diffuse « Bos Días » un programme matinal d'une heure à destination des sourds et malentendants. Les après-midi et débuts de soirées sont marqués par des rediffusions (journaux télévisés de TVG notamment), des séries ou des jeux télévisés. 
Chaque jour, les émissions en « prime time » (22 heures 20) sont consacrées à un thème différent : cinéma le lundi (Cine de sempre), reportages le mardi (O noso mundo), séries ou documentaires le mercredi, cinéma galicien ou courts-métrages le jeudi (Cine galego), séries ou documentaires le vendredi, émissions culturelles ou cinéma étranger (en VO) le samedi et sport le dimanche (En xogo).

### Sources
- (es) Cet article est partiellement ou en totalité issu de l’article de Wikipédia en espagnol intitulé « TvG2 » (voir la liste des auteurs).